# Oporornis
Oporornis is een geslacht van zangvogels uit de familie van de Amerikaanse zangers (Parulidae). De wetenschappelijke naam van het geslacht is voor het eerst geldig gepubliceerd in 1858 door Baird.

## Soorten
De volgende soort is bij het geslacht ingedeeld:
- Oporornis agilis – Connecticutzanger